# Теломеризація
Теломериза́ція (англ. telomerization) — утворення олігомерів шляхом приєднання у випадку ланцюгової реакції, яка відбувається при великій кількості переносника ланцюга, так що кінцеві групи є в основному фрагментами переносника ланцюга. Така радикальна або йонна ланцюгова реакція ненасичених сполук і циклічних мономерів за участю телогенів T–X (переносників ланцюга) дає суміш низькомолекулярних гомологів — теломерів (1 < n < 10).
T–X + nR2C=CR2 → T–(–CR2–R2C–)n–X
Органічні броміди легко вступають до радикальних реакцій приєднання й теломеризації; на стадії ініціювання вони активно генерують радикали завдяки розриву зв'язку {\displaystyle \mathrm {C-Br} }, а на стадії передачі ланцюга їхня активність обумовлена більш легкою (а ніж для хлоридів) передачею електронів у перехідному стані внаслідок легкої поляризовуваності зв'язку {\displaystyle \mathrm {C-Br} }. Цим визначається широкий набір ініціаторів й ініціюючих впливів, які можуть бути використані - пероксиди, азосполуки, опромінення, окисно-відновлювальні системи, а у декотрих випадках й звичайне освітлення. 
Хлориди й броміди виявляють різну хемічну поведінку в якості аддендів (тілогенів), це видно з порівняння реакцій етерів хлор- та бромоцтових кислот: етери монохлороцтової кислоти у радикальних умовах реагують виключно по зв'язку {\displaystyle \mathrm {C-H} }, а монобромоцтової - по зв'язку {\displaystyle \mathrm {C-Br} }. Чим більше атомів галогену знаходиться при атомі вуглецю, який несе бром, тим активнішою є така сполука у реакціях приєднання й теломеризації як на стадії ініціювання, так й на стадії передачі ланцюга. Зв'язок {\displaystyle \mathrm {C-Br} } активують також електронакцепторні замісники у {\displaystyle \mathrm {\alpha } }-положенні, наприклад складноетерне угрупування. З бромвмісних сполук найбільш реакційноздатними є {\displaystyle \mathrm {CBr_{4}} } та {\displaystyle \mathrm {CCl_{3}Br} .}